# VfR Mannheim
VfR Mannheim, fullständigt namn Verein für Rasenspiele Mannheim 1896, är en tysk fotbollsklubb i Mannheim. VfR Mannheim blev tyska mästare 1949.

## Historik
VfR Mannheim bildades 1911 genom en sammanslagning av de tre klubbarna Mannheimer FG 1896, Mannheimer VfB Union (som till 1908 hette FG Union 1897) och Mannheimer FC Viktoria 1897. Via Mannheimer FG 1896 räknar de sin historia tillbaka till 1896. De tre föregångarklubbarna var samtliga med och grundade Deutscher Fussball-Bund 1900.
Från 1945 spelade VfR Mannheim i Oberliga Süd. En andra plats i serien 1948/49 gjorde att de kvalificerade sig för slutspelet för tyska mästerskapet. De vann med 5-0 mot Hamburger SV och 2-1 mot Kickers Offenbach och gick därmed vidare till finalen. Finalen spelade 10 juli 1949 på Neckarstadion i Stuttgart och där vann VfR Mannheim med 3-2 mot Borussia Dortmund efter förlängning.
VfR Mannheim är den enda klubben från de gamla förbundsländerna (Västtyskland) som blivit tyska mästare men aldrig spelat i Bundesliga, som grundades 1963. 